# Drapieżnica bordowa
Drapieżnica bordowa (Theraphosa stirmi) – gatunek pająka z infrarzędu ptaszników i rodziny ptasznikowatych. Zamieszkuje północną Amerykę Południową.

## Taksonomia
Gatunek ten opisali jako pierwsi Jean-Peter Rudolff i Dirk Wienmann w 2010 roku. Jako lokalizację typową autorzy ci wskazali rejon rzek Essequibo i Takutuu w Gujanie. Epitet gatunkowy nadano na cześć Andreasa Stirma, z którego hodowli pozyskano materiał typowy.
Początkowo gatunku tego nie odróżniano od Theraphosa blondi i pod taką nazwą sprowadzono w latach 2008–2009 do hodowli w Niemczech. Próby rozmnażania ich z T. blondi kończyły się jednak fiaskiem, w najlepszym razie skutkując potomstwem umierającym w początkowej fazie rozwoju, i tym samym dając wskazówkę co do odmiennej przynależności gatunkowej.

## Morfologia
Pająk ten należy do największych ptaszników świata. Dorosłe samice osiągają do 12 cm długości ciała, 30 cm rozpiętości odnóży i 170 g masy. Osobniki młodociane są szarobrązowe z kremowymi znakami („skarpetkami”) na stopach i nadstopiach odnóży pierwszej i drugiej pary, czym różnią się od T. apophysis, która ma te znaki na wszystkich parach odnóży, oraz od T. blondi, która nie ma ich wcale. Znaki te znikają stopniowo z kolejnymi wylinkami. Dorosłe samce są jednolicie bordowobrązowe do ciemnobrązowych, samice zaś bordowobrązowe do ciemnobrązowych z rudymi paskami na rzepkach. Do ubarwienia tegoż nawiązuje polska nazwa zwyczajowa.
Karapaks ma wyraźnie zaznaczony wzgórek oczny. Szczękoczułki mają po osiem ząbków na przednich i tylnych krawędziach rowków. Wszystkie pary oczu oprócz przednio-bocznej są owalne. Na sternum widoczne są trzy pary podługowatych sigillów, z których te przednie oddalone są od jego krawędzi o 1,2 swojej średnicy, te środkowej o półtorakrotność swojej średnicy, a te tylne o ponad dwukrotność swojej średnicy. Na aparat strydulacyjny składają się owłosione szczecinki strydulacyjne na biodrach odnóży pierwszej i drugiej pary, krótkie kolce wierzchołkowe na biodrach odnóży pierwszej pary oraz krótkie i mocne kolce na krętarzach odnóży pierwszej i drugiej pary. Brak długich, zakrzywionych włosków na rzepkach odróżnia ten gatunek od T. blondi. Stopy zwieńczone są nieząbkowanymi pazurkami. Samce nie mają apofiz goleniowych. Nogogłaszczki samca mają bulbus niezwężający się ku szczytowi, bardziej zwarty niż u innych przedstawicieli rodzaju, o kilu wierzchołkowym niemal dwukrotnie dłuższym od głównego kila przednio-bocznego. Genitalia samicy mają szeroką, półkolistą spermatekę.

## Ekologia i występowanie
Gatunek neotropikalny, znany tylko z Gujany na północy Ameryki Południowej. Zamieszkuje wilgotne lasy równikowe w północnej części Puszczy Amazońskiej.
Jest ptasznikiem naziemnym. W hodowlach samice po ostatniej wylince żyją od 9 do 12 lat, samce zaś do półtora roku.

## Hodowla

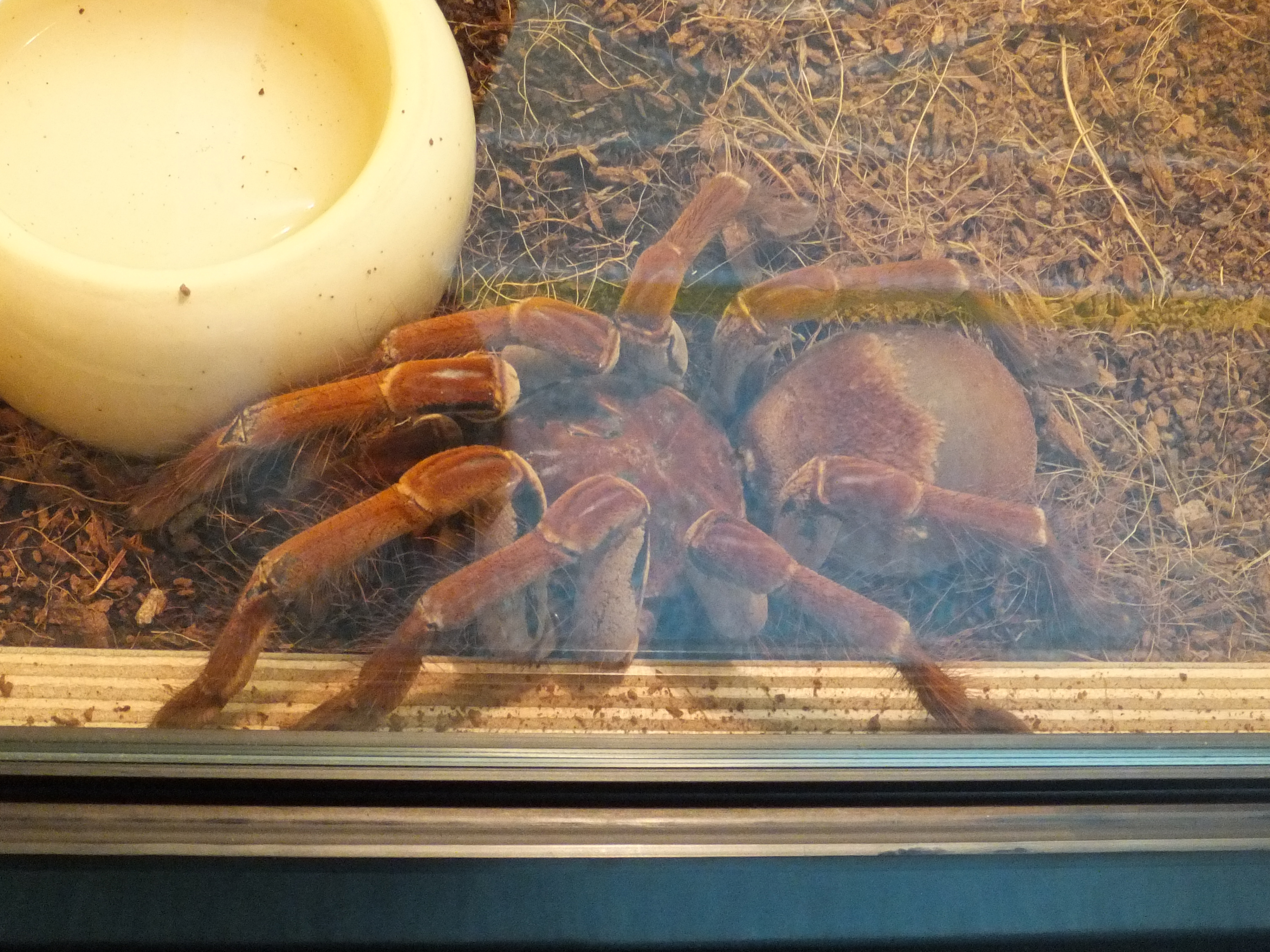
Osobnik w terrarium

Dla dorosłego pająka wymagane jest terrarium o wymiarach 40 × 30 × 25 cm lub większe, wyposażone w podłoże głębokie na co najmniej 10 cm. Zaleca się utrzymywanie wilgotności na poziomie 80–90%, zmniejszanej do 70–75% na czas posiadania kokonu, oraz temperatury 24–29°C w dzień i o kilka stopni niższej nocą. Samice dopuszcza się od osiągnięcia przez nią 9 cm długości ciała. Plackowaty, pokryty włoskami parzącymi kokon składany jest zwykle po 3–6 miesiącach od kopulacji i zazwyczaj zawiera około 150 jaj, często w znacznej części niezapłodnionych.
Pająk dysponuje słabym jadem, jednak ogromne rozmiary pazurów jadowych sprawiają, że ukąszenie wiąże się z głębokimi ranami. Częstą reakcją obronną jest u niego wyczesywanie włosków parzących z odwłoka.